# Détroit de Hinlopen
Le détroit de Hinlopen, en norvégien Hinlopenstretet, est un détroit de la mer de Barents séparant les îles norvégiennes du Spitzberg et de la terre du Nord-Est, dans l'archipel du Svalbard. 
Le passage est large de 62 kilomètres à son entrée et de 8,3 km dans sa partie la plus étroite pour une longueur totale de 165 kilomètres. Cette distance inclut deux chenaux maritimes, l'un au sud nommé Sørporten, l'autre 
au nord, le Nordporten. Le détroit tire son nom du Néerlandais Thijmen Jacobsz Hinlopen, marchand, chasseur à la baleine et négociant en fourrures et a d'abord porté le nom de détroit de Thomas Smith.

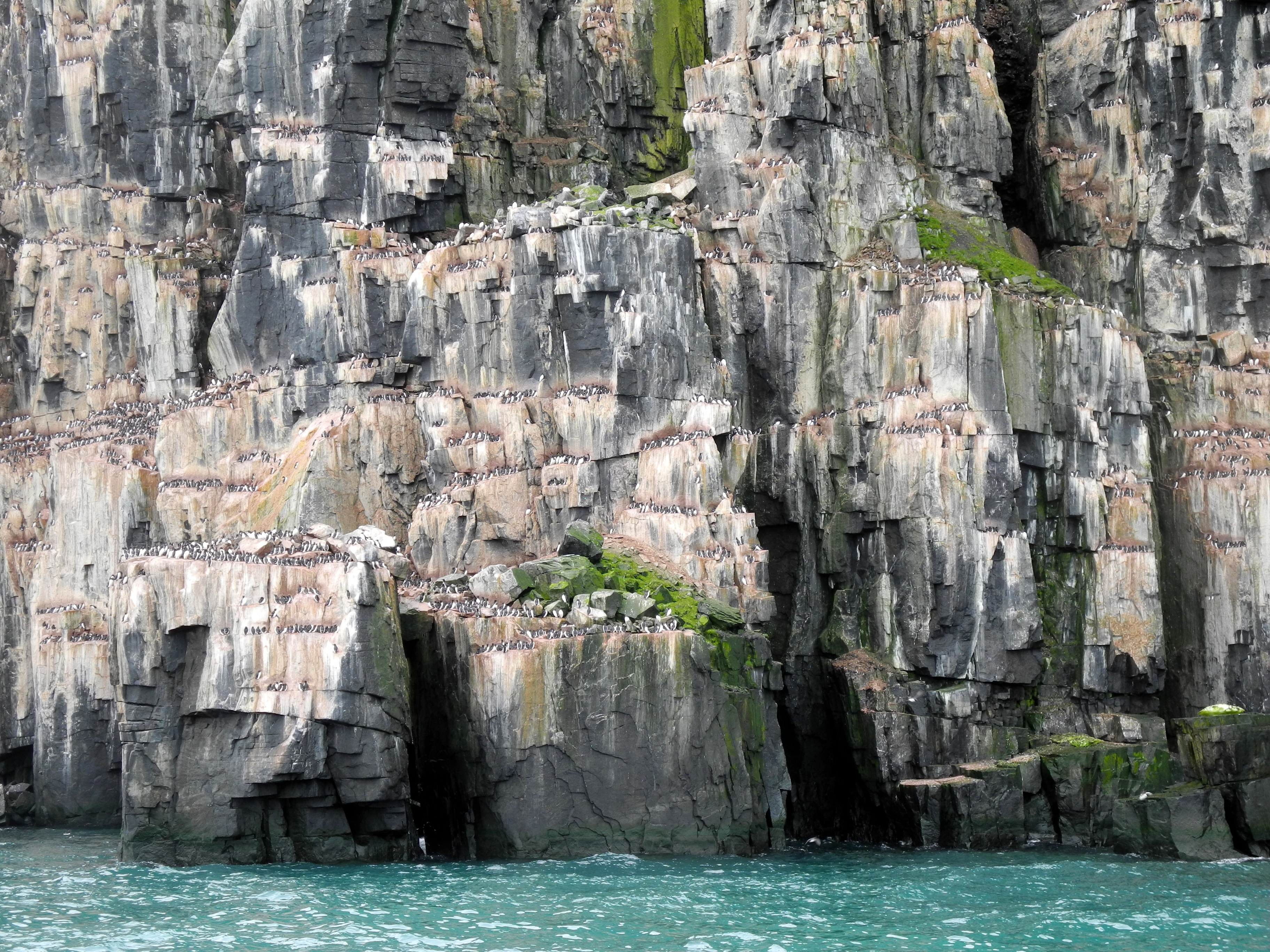
Falaises d'Alkefjellet.